# Jolfa
Jolfa (farsi جلفا) è una cittadina dell'Iran, capoluogo dello shahrestān di Jolfa nella provincia dell'Azerbaigian Orientale. Si trova sul confine con la Repubblica dell'Azerbaigian, sulla sponda meridionale del fiume Aras che la divide dalla città azera di Culfa.
Circa 15 km a nord-ovest della città si trova il monastero di Santo Stefano, un antico complesso della chiesa armena.